# رود قندوز
رود قندوز یا دریای قندوز شاخه‌ای از آمودریا در شمال افغانستان است. این رودخانه در هندوکش امتداد داشته و در قسمت‌های بالادستی خود تحت عنوان رود سرخ‌آب یا دریای سرخ‌آب شناخته می‌شود.